# وسام الحسن
وسام الحسن (ولد في 11 نيسان / أبريل 1965 في بلدة بتوراتيج (في الكورة) - توفي في أكتوبر / تشرين الأول 2012) رئيس شعبة المعلومات التابع للمديرية العامة لقوى الأمن الداخلي في لبنان، عمل مديراً للمراسم في رئاسة الحكومة في عهد رئيس الوزراء السابق رفيق الحريري، عُيِّن بتاريخ 12 شباط من العام 2006 رئيسا لشعبة المعلومات التابع للمديرية العامة لقوى الامن الداخلي وكان برتبة مقدم، كما أوكلت إليه مهمة توقيف القادة الأمنيين الأربعة فيما يختص بقضية اغتيال رفيق الحريري. كذلك تولّى توقيف مجموعة مسلحة نسبت إلى مجموعة «القاعدة» مع نهاية عام 2005، وفي العام 2007 نال المقدم وسام الحسن قدماً استثنائياً لعام واحد، بعد توقيف المشتبه في ارتكابهم جريمة عين علق وتم ترقيته إلى رتبة عقيد. من أهم إنجازاته، تمكٌن العقيد وسام الحسن خلال الفترة الممتدة من العام 2006 حتى العام 2010 من خلال ترأسه لشعبة المعلومات من توقيف ما يزيد عن (30) شبكة للتعامل مع إسرائيل يضاف إلى ذلك إنجازاته المتعلقة بتوقيف جماعات مخلة بالأمن وصفت بالإرهابية، بالإضافة إلى كشف العديد من الجرائم التي تخص الشأن الداخلي اللبناني. ونظراً للإنجازات التي حققها خصوصا في كشفه لشبكات التعامل مع إسرائيل كان من المتوقع أن ينال العقيد الحسن في بداية العام 2012 عدداً من القدم وأن يرقّى إلى رتبة عميد. وكان من أبرز الشخصيات المرشحة لتولّي منصب المدير العام لقوى الأمن الداخلي خلفا للواء أشرف ريفي بعد إحالته إلى التقاعد بحلول العام 2013.

## وفاته
مقال رئيسي: تفجيرات بيروت 2012
اغتيل اللواء وسام الحسن بحادث تفجير وقع في منطقة الأشرفية ببيروت وذلك في التاسع عشر من أكتوبر عام (2012). وقد أثيرت الكثير من الأقاويل حول الجهة التي دبرت عملية الاغتيال، لا سيما بعد دور العميد وسام الحسن في الكشف عن تلقٌي الوزير السابق ميشال سماحة أسلحة وأموالاً من الحكومة السورية بغرض القيام بعمليات تهدف لزعزعة الاستقرار في لبنان، حسب ما تردد بعد كشف تلك العملية.
وكان العميد وسام الحسن يتلقى الكثير من التهديدات الأمنية الأمر الذي دفعه لإخفاء مكان إقامته.